# Love You Like a Love Song
„Love You Like a Love Song” – piosenka electropop stworzona przez Antoninę Armato i Tima Jamesa na trzeci album studyjny amerykańskiego zespołu Selena Gomez & the Scene, When the Sun Goes Down (2011). Wyprodukowany przez Rock Mafię utwór wydany został jako drugi singel promujący płytę dnia 17 czerwca 2011 roku.

## Osiągnięcia singla
Piosenka dotarła do pierwszej pozycji w Rosji, pierwszej dziesiątki w Kanadzie, pierwszej dwudziestki w Norwegii i Belgii. Osiągnęła najwyższe pozycje w pierwszej pięćdziesiątce w wielu innych krajach i jest pierwszym singlem zespołu Selena Gomez & the Scene który wszedł na łacińską listę Latin Pop Songs. W Stanach Zjednoczonych, RIAA przyznało singlowi status platynowej płyty, a w Australii złotej. Zajął on także 35 pozycję w notowaniu Billboard Hot 100 i przebywał tam aż 38 tygodni. 3 marca 2012 roku utwór znalazł się na 22 pozycji. W grudniu 2011 roku singiel sprzedał się w ilości powyżej 2,000,000  kopii co daje jej certyfikat 2x platyny.

## Teledysk
Teledysk towarzyszący piosence przedstawia Selenę Gomez ubraną w różne kreację w kilku miejscach m.in. klubie karaoke gdzie zaczyna się akcja teledysku, leżącą na fortepianie czy podczas jazdy samochodem. Wideoklip został wyreżyserowany Geremy'ego Jaspera i Georgiego Grevilla, który wcześniej współpracował z zespołami Goldfrapp i Florence and the Machine. W wideoklipie wystąpił Amerykanin meksykańskiego pochodzenia - Charan Andreas.

## Wykonania na żywo
Selena wykonała utwór w programie Good Morning America w dniu 17 czerwca 2011. Następne wykonanie miało miejsce 8 lipca w Daybreak. Gomez śpiewała piosenkę podczas Teen Choice Awards w niedzielę, 7 sierpnia i w talk-show „The Tonight Show With Jay Leno”, 19 września 2011 roku. Utwór był śpiewany przez Selenę także w programie Ellen DeGeneres, 17 listopada 2011. Selena i jej zespół wykonał piosenkę podczas swojej trzeciej trasy koncertowej We Own the Night Tour.

## Formaty i lista utworów
Digital download
1. „Love You Like a Love Song” – 3:08

European CD single
1. „Love You Like a Love Song” (Radio Version) – 3:08
2. „Love You Like a Love Song” (Radio Version Instrumental) – 3:08

Digital EP
1. „Love You Like a Love Song” (Radio Version) – 3:09
2. „Love You Like a Love Song” (Radio Version Instrumental) – 3:06
3. „Love You Like a Love Song” (The Alias Radio Edit) – 3:28
4. „Love You Like a Love Song” (The Alias Extended Mix) – 5:47
5. „Love You Like a Love Song” (Dave Audé Club Remix) – 6:27
6. „Love You Like a Love Song” (Dave Audé Radio Edit) – 3:17

Remiksy
1. „Love You Like A Love Song” [Dave Audé Club Mix] 6:27
2. „Love You Like A Love Song” [Dave Audé Radio Mix] 3:14
3. „Love You Like A Love Song” [DJ Escape & Tony Coluccio Main Mix] 6:17
4. „Love You Like A Love Song” [DJ Escape & Tony Coluccio Radio Mix] 3:14
5. „Love You Like A Love Song” [Jump Smokers Extended Remix] 4:34
6. „Love You Like A Love Song” [Jump Smokers Main Remix] 4:07
7. „Love You Like A Love Song” [Jump Smokers Radio Mix] 3:47
8. „Love You Like A Love Song” [Jump Smokers Remix] 5:10
9. „Love You Like A Love Song” [Mixin Marc & Tony Svejda Club Remix] 5:48
10. „Love You Like A Love Song” [Mixin' Marc & Tony Svejda Radio Mix] 3:56
11. „Love You Like A Love Song” [The Alias Club Mix] 5:46
12. „Love You Like A Love Song” [The Alias Radio Mix] 3:27

## Pozycje na listach
| Lista (2011–12)                              | Najwyższa pozycja |
| -------------------------------------------- | ----------------- |
| Canada (Canadian Hot 100)                    | 10                |
| Romania (Romanian Top 100)                   | 70                |
| Russia (Russian Music Charts)                | 1                 |
| US Billboard Hot 100                         | 22                |
| US Adult Pop Songs (Billboard)               | 13                |
| US Hot Dance Club Songs (Billboard)          | 1                 |
| US Latin Pop Songs (Billboard)               | 21                |
| US Mainstream Top 40 (Pop Songs) (Billboard) | 6                 |

## Certyfikaty
| Kraj              | Certyfikat  |
| ----------------- | ----------- |
| Australia         | złota płyta |
| Stany Zjednoczone | 2x platyna  |

## Daty wydania
| Kraj              | Data             | Format               | Wytwórnia         |
| ----------------- | ---------------- | -------------------- | ----------------- |
| Stany Zjednoczone | 17 czerwca 2011  | Digital download     | Hollywood Records |
| Worldwide         | 17 czerwca 2011  | Digital download     | Hollywood Records |
| Australia         | 20 czerwca 2011  | CHR                  | Hollywood Records |
| Stany Zjednoczone | 16 sierpnia 2011 | CHR                  | Hollywood Records |
| Worldwide         | 19 sierpnia 2011 | Digital EP - Remixes | Hollywood Records |